# رستم آساکالوف
رستم آساکالوف (به روسی: Рустам Схатбиевич Ассакалов) (زادهٔ ۱۳ ژوئیهٔ ۱۹۸۴) کشتی‌گیر روسی کشور ازبکستان است.‌‌ از افتخارات وی می توان به کسب مدال نقره مسابقات قهرمانی کشتی جهان ۲۰۱۵ و مدال برنز مسابقات قهرمانی کشتی جهان ۲۰۱۹ و مدال طلابازی‌های آسیایی ۲۰۱۴  و مدال نقره بازی‌های آسیایی ۲۰۱۸ اشاره کرد. وی سابقه حضور در المپیک ۲۰۱۶ ریو و المپیک ۲۰۲۰ توکیو و المپیک ۲۰۲۴ پاریس را دارد.